# Ring of Fire
| Оценки критиков | Оценки критиков |
| Источник        | Оценка          |
| --------------- | --------------- |
| AllMusic        | Без оценки      |

«Ring of Fire» — песня, которую написали Джун Картер Кэш и Мерл Килгор. Летом 1964 года стала большим хитом в исполнении Джонни Кэша.
К лету 1964 года, когда песня взлетела на вершины чартов, у Кэша в карьере шёл период относительного снижения популярности — по-настоящему большого хита у него не было уже несколько лет, да и вообще с весны 1960 года его песни перестали так регулярно, как прежде, попадать в десятку в кантри-чарте. Так что эта песня стала очень важным моментом в его карьере. Она провела семь недель на 1-м месте кантри-чарта, а в поп-чарте (теперь Hot 100) побывала в первой двадцатке. После этого у Кэша началась вторая волна больших хитов. Кроме того, эта песня сыграла важную роль для его имиджа — как пишет Стивен Томас Эрлевайн в своей рецензии на эту песню на AllMusic, она ещё больше «зацементировала имидж Джонни Кэша как „Человека в чёрном“ — не обязательно находящегося вне закона, но определённо аутсайдера».
В 2004 году журнал Rolling Stone поместил песню «Ring of Fire» в исполнении Джонни Кэша на 87-е место своего списка «500 величайших песен всех времён». В списке 2011 года песня также находится на 87-м месте. В 2024 году Rolling Stone поместил песню на 25-е место в своем рейтинге 200 величайших кантри-песен всех времен.
А в 2014 году британский музыкальный журнал New Musical Express поместил «Ring of Fire» в исполнении Джонни Кэша на 318-е место уже своего списка «500 величайших песен всех времён».
Также, в 1999 году сингл Джонни Кэша с этой песней (вышедший в 1963 году на лейбле Columbia Records) был принят в Зал славы премии «Грэмми».

## Кавер-версии
Песня была перепета многими артистами. Самая коммерчески известная из кавер-версий — группы Eric Burdon & the Animals. Они записали её в конце 1968 года. Она попала в первую сороковку в четырёх странах мира. А в конце 1974 года Eric Burdon Band издал хэви-металлическую версию.
Кроме того, панк-рок группа Social Distortion включила свой кавер на эту песню в альбом 1990 года Social Distortion. А группа DragonForce — версию в стиле пауэр-метал в альбом 2014 года Maximum Overload.
Группа «Frayle»  - дум-пост-рок-группа из Кливленда, штат Огайо, США. Выпустила 4 сентября 2020 года кавер на песню «Ring of Fire».
6 декабря 2010 года песню издал как сингл американский кантри певец Алан Джексон. Это был лид-сингл с его сборного альбома кантри-хитов номер 1 34 Number Ones. Песня достигла 45 места в чарте Hot Country Songs журнала Billboard и стала его первым синглом, не попавшим в этом чарте в первую сороковку, с 2004 года, когда песня «Just Put a Ribbon in Your Hair» добралась лишь только до 51 места. Это был последний сингл, который певец выпустил на лейбле Arista Records.

## Чарты

### Версия Джонни Кэша
| Чарт (1963—68)                      | Наив. поз. |
| ----------------------------------- | ---------- |
| США (Billboard Hot Country Singles) | 1          |
| США (Billboard Hot 100)             | 17         |
| ФРГ                                 | 27         |
| Швейцария                           | 77         |

### Версия Эрика Бёрдона и группы the Animals
| Чарт (1969)                       | Наив. поз. |
| --------------------------------- | ---------- |
| Австралия                         | 10         |
| Нидерланды                        | 4          |
| ФРГ                               | 24         |
| Великобритания (UK Singles Chart) | 35         |

### Версия Алана Джексона
| Чарт (2010)                       | Наив. поз. |
| --------------------------------- | ---------- |
| США (Billboard Hot Country Songs) | 45         |